# Košečka
Košečka (Кошечка) è un film del 2009 diretto da Grigorij Konstantinopol'skij.

## Trama
Al centro della trama ci sono quattro diversi personaggi (un bambino, un uomo d'affari di successo, uno scrittore sfortunato e un'anziana ballerina) che non si conoscono e non si incontreranno mai, ma ognuno di loro aspetta la propria occasione per la meritata felicità.